# Zelenkoa onusta
Zelenkoa onusta är en orkidéart som först beskrevs av John Lindley, och fick sitt nu gällande namn av Mark W. Chase och Norris Hagan Williams. Zelenkoa onusta ingår i släktet Zelenkoa och familjen orkidéer. Inga underarter finns listade i Catalogue of Life.

## Bildgalleri

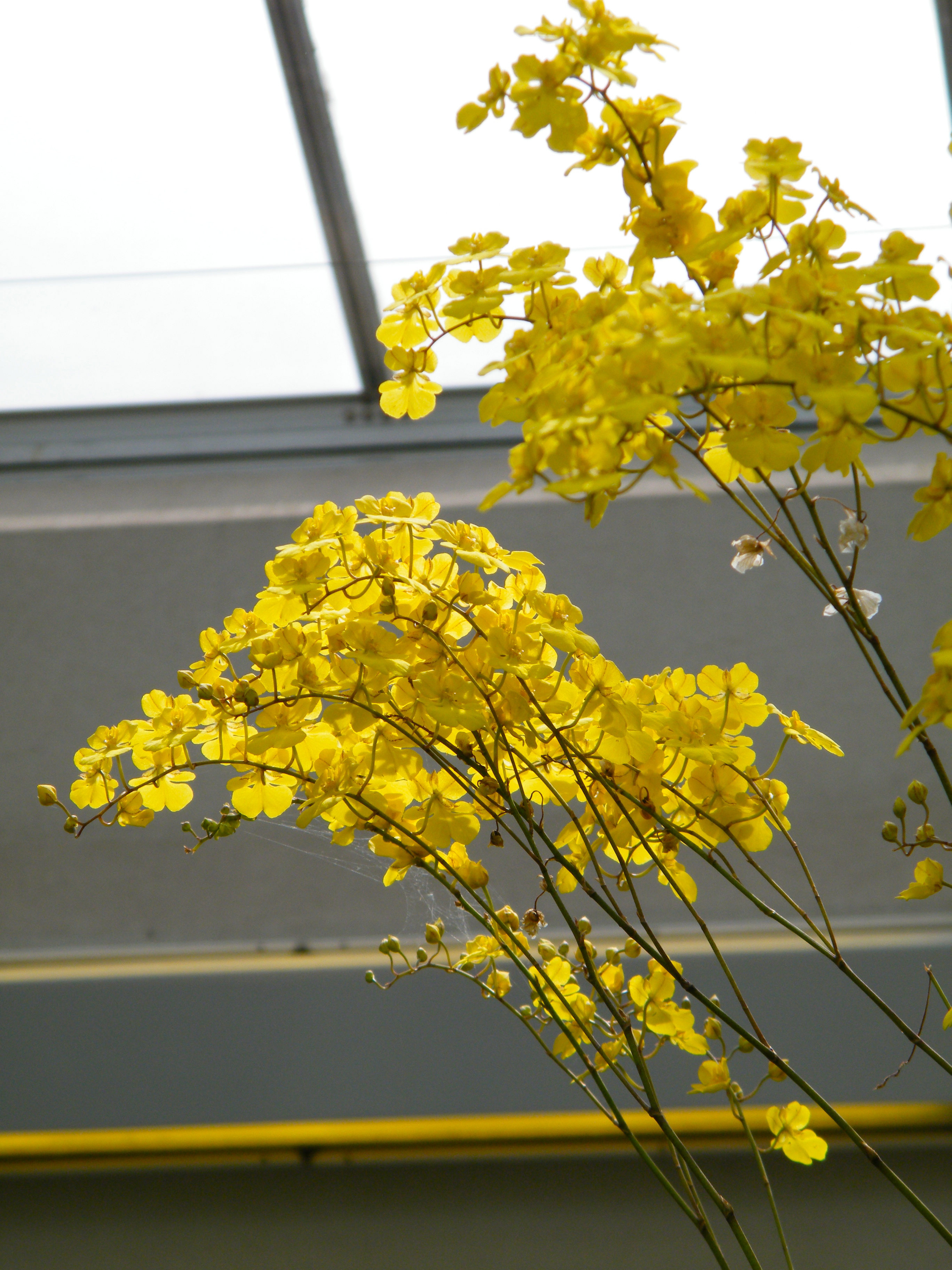
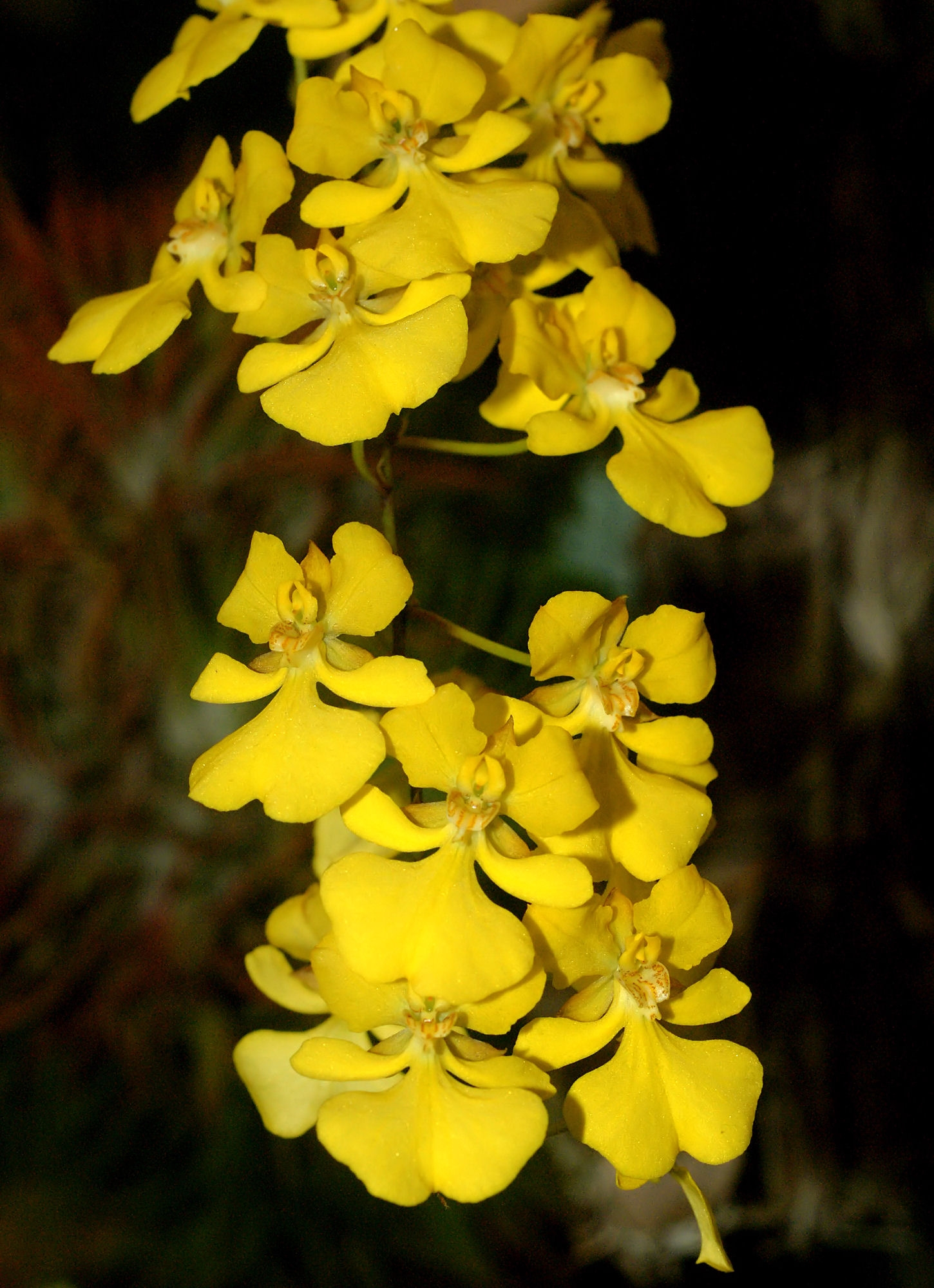
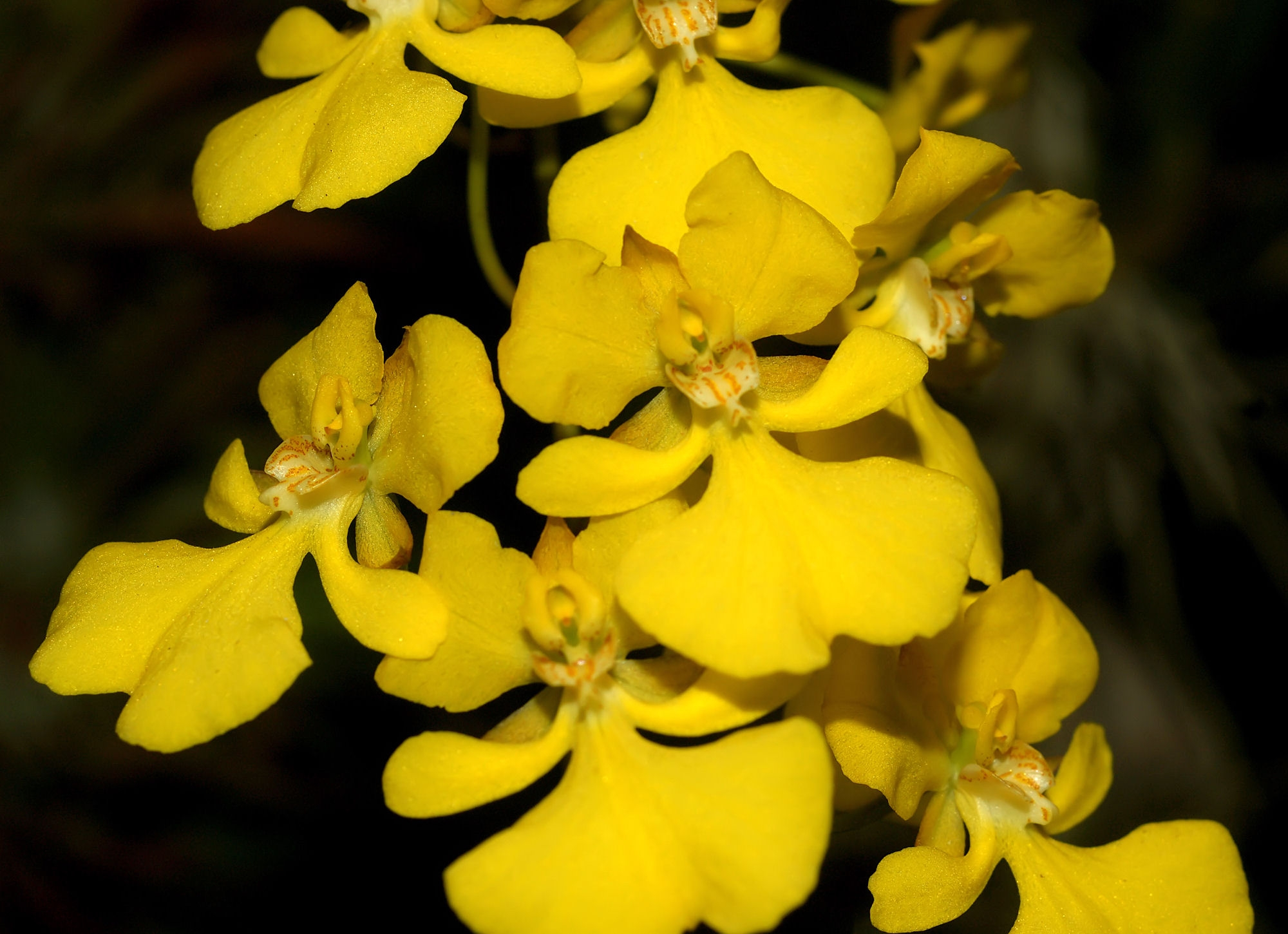
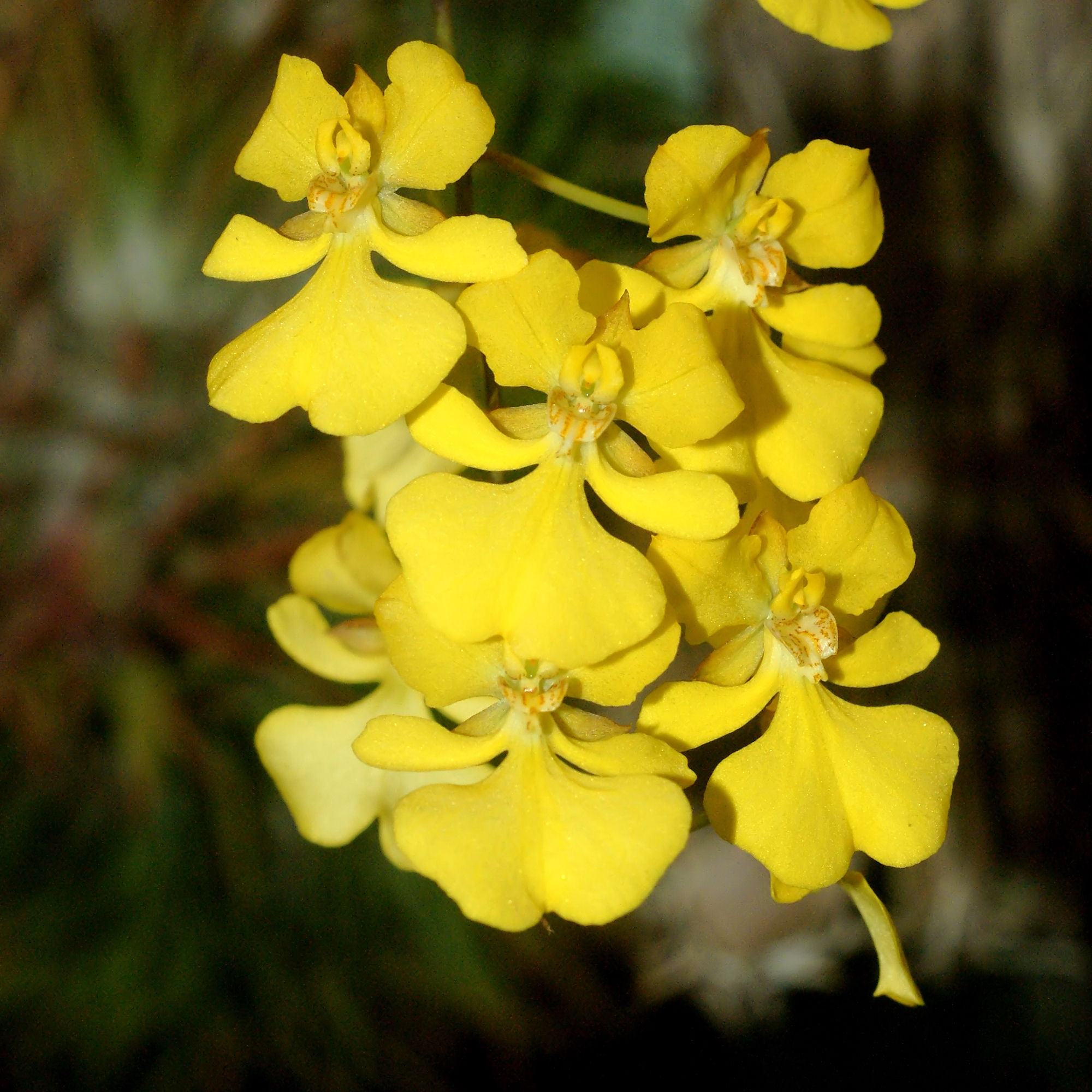